# 拉文·肯哲克罕努利
拉文·肯哲克罕努利（[ɾɑwˈɑn kenʑeχɑnʊˈlə]，1979年5月1日—），哈萨克企业家、非政治组织活动家。2011年8月，他获维基百科联合创始人吉米·威尔士在维基媒体国际会议上提名首个年度维基人。

## 生涯
拉文·肯哲克罕努利于1979年5月1日生于东哈萨克斯坦州。2001年，他从阿拉木图大学毕业，获国际关系学士学位。
大学期间，他担任国家辩论中心公共基金会（National Debate Center Public Foundation）计划协调员及国际电视频道Khabar《青年电视》（Youth TV）节目总编辑。之后，他加入Khabar，担任经济观察员兼国家电视新闻局（National TV Agency）驻莫斯科俄罗斯联邦分局局长。
他还担任哈萨克斯坦驻俄罗斯大使馆的第一书记。
2010年，他赴美国哈佛大学进行为期一年的研究，同年秋天在“数字时代的媒体、政治和权力”课上接触维基百科的编辑。同年，他被提名韦瑟黑德国际事务中心2010至2011年度研究院。后来他创立非营利组织WikiBilim，提升免费哈萨克语信息在互联网的可用性。2014年，他被提名克孜勒奧爾達州副州长。
他也是欧亚外交事务委员会（Eurasian Council on Foreign Affairs）的创始主任。该组织于2014年11月2日成立，获哈萨克政府资金扶持。